# Carbamoil fosfato sintetasa II
La carbamoil fosfato sintetasa (glutamina-hidrolizante) (EC 6.3.5.5 ) es una enzima que cataliza las reacciones que producen carbamoil fosfato en el citosol (a diferencia del tipo I, que funciona en la mitocondria). Su nombre sistémico es hidrógeno-carbonato:L-glutamina amido-ligasa (formadora de ADP, carbamoil-fosforilante).
En la biosíntesis de pirimidina, sirve como enzima limitante de la velocidad y cataliza la siguiente reacción:
   2 ATP + L-glutamina + HCO3- + H2O ⇌ 2 ADP + fosfato + L-glutamato + carbamoil fosfato (reacción global)
   (1a) L-glutamina + H2O ⇌  L-glutamato + NH3
   (1b) 2 ATP + HCO3- + NH3 ⇌  2 ADP + fosfato + carbamoil fosfato
Es activada por ATP y PRPP y es inhibida por UTP (Uridina trifosfato). Ni la CPSI ni la CPSII requieren biotina como coenzima, como ocurre con la mayoría de las reacciones de carboxilación.
Es una de las tres funciones enzimáticas codificadas por el gen CAD. Se clasifica en el EC 6.3.5.5.